# Glee (sæson 5)
Den femte sæson af Glee blev bestilt den 19. april 2013 sammen med en sjette sæson. Den havde premiere den 26. september 2013, som en del af 2013 efterårssæsonen. Efter en vinterpause, returnerede sæsonen den 25. februar 2014, hvor sæsonen flyttes til tirsdag aften, for at afslutte sin sæson. Den anden del af sæsonen viste episode nr. 100 af serien, den 12. episode af sæsonen, som blev sendt den 18. marts 2014. Det var kortere end tidligere sæsoner, med 20 episoder i stedet for 22.
Dette er den første sæson hvor Cory Monteith ikke er med, da han døde kort før produktionen var planlagt til at begynde. Monteiths karakter, Finn Hudson, var genstand for den tredje episode, "The Quarterback", som hyldede dem begge. Serien gik på pause efter den tredje episode, og genoptog at vise episoder efter baseballsæsonen er slut.

## Afsnit
| Nr. i serie | Nr. i sæson | Titel                               | Instruktør      | Forfatter                                | Første sendedag    | Produktionskode | Amerikanske seere (i millioner) |
| --- | ----------- | ----------------------------------- | --------------- | ---------------------------------------- | ------------------ | --------------- | ------------------------------- |
| 89 | 1           | "Love, Love, Love"                  | Bradley Buecker | Brad Falchuk                             | 26. september 2013 | 5ARC01          | 5.06                            |
| Den første af to hyldest episoder til The Beatles, hvor New Directions udfører Fab Four musicalkatalog på instruktøren Will Schuesters foranledning. Kurt og Blaine er enige om at blive kærester igen, og Blaine er opmuntret til at bede Kurt om, at gifte sig med ham. Rachels drømme om Broadway synes at være i fare, når en "kemi" audition ender brat, hvorefter Santana skaffer hende et job på en Broadway diner, hvor hun arbejder. Artie og Kitty begynder at date. Sue Sylvester er blevet foreløbig rektor på McKinley High efter at hun rammer Figgins (Iqbal Theba).                           |             |                                     |                 |                                          |                    |                 |                                 |
| 90 | 2           | "Tina in the Sky with Diamonds"     | Ian Brennan     | Ian Brennan                              | 3. oktober 2013    | 5ARC02          | 4.42                            |
| Den anden af to hyldestepisoder til Beatles viser McKinley prom: da Tina er kåret som en af de nominerede til prom queen, kampagner hun på en måde, at det skader hendes forhold til sine venner i koret. Selvom hun vinder, bliver Tinas triumf saboteret af Bree (Erinn Westbrook), en led cheerleader. Rachel og Santana får en ny ven på cafeen, hvor de arbejder: en kunstner ved navn Dani (Demi Lovato), som er tiltrukket af Santana og omvendt. Kurt får også et job på cafeen. Sam er tiltrukket af den nye skolesygeplejerske, kaldt Penny Owen (Phoebe Strole). Rachel får en rolle i Funny Girl. |             |                                     |                 |                                          |                    |                 |                                 |
| 91 | 3           | "The Quarterback"                   | Brad Falchuk    | Ryan Murphy, Brad Falchuk og Ian Brennan | 10. oktober 2013   | 5ARC03          | 7.39                            |
| Finn Hudsons død efterlader et massivt hul i alles liv og hver enkelt bedrøver smerten på en eller anden måde. |             |                                     |                 |                                          |                    |                 |                                 |
| 92 | 4           | "A Katy or a Gaga"                  | Ian Brennan     | Russel Friend & Garrett Lerner           | 7. november 2013   | 5ARC04          | 4.01                            |
| New Directions i Lima og karaktererne i New York udforsker hvem de er som kunstnere, hvor de bruger musik af Katy Perry og Lady Gaga i processen. |             |                                     |                 |                                          |                    |                 |                                 |
| 93 | 5           | "The End of Twerk"                  | Wendey Stanzler | Michael Hitchcock                        | 14. november 2013  | 5ARC05          | 4.22                            |
| I New York beslutter Rachel, at både hun og Kurt skal tatoveres; Kurt får en forkludret tatovering, og Rachel, som hævder, at hun besluttede ikke at blive tatoveret alligevel, får faktisk en, hvor der står "Finn". New Directions lærer at twerke. Jakes nye nærhed med Bree bliver kendt af sin kæreste Marley . |             |                                     |                 |                                          |                    |                 |                                 |
| 94 | 6           | "Movin' Out"                        | Brad Falchuk    | Roberto Aguirre-Sacasa                   | 21. november 2013  | 5ARC06          | 4.09                            |
| En hyldest til Billy Joels musik. De ældre i koret begynder at kigge fremad mod eksamen og deres liv bagefter high school. |             |                                     |                 |                                          |                    |                 |                                 |
| 95 | 7           | "Puppet Master"                     | Paul McCrane    | Matthew Hodgson                          | 28. november 2013  | 5ARC07          | 2.84                            |
| Koret reagerer dårligt på Blaines planer om at vinde korkonkurrencen, og han er utilfreds med deres respons. I New York, har hans forlovede Kurt lignende problemer med sit band. McKinley principal Sue Sylvester endelig afslører hvorfor hun begyndte at gå sine varemærker træningsdragter. |             |                                     |                 |                                          |                    |                 |                                 |
| 96 | 8           | "Previously Unaired Christmas"      | Wendey Stanzler | Ross Maxwell                             | 5. december 2013   | 5ARC08          | 3.29                            |
| 97 | 9           | "Frenemies"                         | Bradley Buecker | Ned Martel                               | 25. februar 2014   | 5ARC09          | 2.99                            |
| 98 | 10          | "Trio"                              | Ian Brennan     | Rivka Sophia Rossi                       | 4. marts 2014      | 5ARC10          | 2.68                            |
| 99 | 11          | "City of Angels"                    | Elodie Keene    | Jessica Meyer                            | 11. marts 2014     | 5ARC11          | 2.30                            |
| 100 | 12          | "100"                               | Paris Barclay   | Ryan Murphy, Brad Falchuk og Ian Brennan | 18. marts 2014     | 5ARC12          | 2.80                            |
| 101 | 13          | "New Directions"                    | Brad Falchuk    | Brad Falchuk                             | 25. marts 2014     | 5ARC13          | 2.68                            |
| 102 | 14          | "New New York"                      | Sanaa Hamri     | Ryan Murphy                              | 1. april 2014      | 5ARC14          | 2.59                            |
| 103 | 15          | "Bash"                              | Bradley Buecker | Ian Brennan                              | 8. april 2014      | 5ARC15          | 2.78                            |
| 104 | 16          | "Tested"                            | Paul McCrane    | Russel Friend & Garrett Lerner           | 15. april 2014     | 5ARC16          | 2.44                            |
| 105 | 17          | "Opening Night"                     | Eric Stoltz     | Michael Hitchcock                        | 22. april 2014     | 5ARC17          | 2.45                            |
| 106 | 18          | "The Back-Up Plan"                  | Ian Brennan     | Roberto Aguirre-Sacasa                   | 29. april 2014     | 5ARC18          | 2.41                            |
| 107 | 19          | "Old Dog, New Tricks"               | Bradley Buecker | Chris Colfer                             | 6. maj 2014        | 5ARC19          | 2.10                            |
| 108 | 20          | "The Untitled Rachel Berry Project" | Brad Falchuk    | Matthew Hodgson                          | 13. maj 2014       | 5ARC20          | 1.87                            |

## Produktion
Sæsonens produktion blev sat til at begynde i midten af juli, hvor optagelserne begynder 29. juli 2013. Den 18. juli 2013 blev det meddelt, at showet ville gå på en to-ugers pause, mens dens forfattere og producenter omskrev storylines og regne ud, hvordan de håndtere Monteiths død i forhold til hans figur, Finn Hudson. Den 19. juli 2013 annoncerede Glee gennem deres officielle Facebook-fanside, at sæsonens premiere vil vises den 26. september en uge efter den oprindelige dato, og optagelserne vil begynde i begyndelsen af august. Sæsonen begyndte at skyde den 5. august 2013 en uge senere end oprindeligt planlagt, selv om studieoptagelser og kostumeprøver til skuespillerne begyndte fire dage tidligere.
Den 20. juli 2013 udtalte Ryan Murphy i et interview, at Monteith karakter ville dø i tredje episode af sæsonen og at episode et og to vil være hyldestepisoder til The Beatles. Lea Michele, Monteiths kæreste der også har rollen som Rachel Berry på serien, var involveret i beslutningen. Efter den tredje episode var afsluttet, var der en anden pause, mens det kreative team omarbejdet resten af sæsonen. Showet vendte tilbage efter baseballsæson var forbi, og viste fem episoder i træk uden afbrydelser.